# Loretokapelle (Leubus)

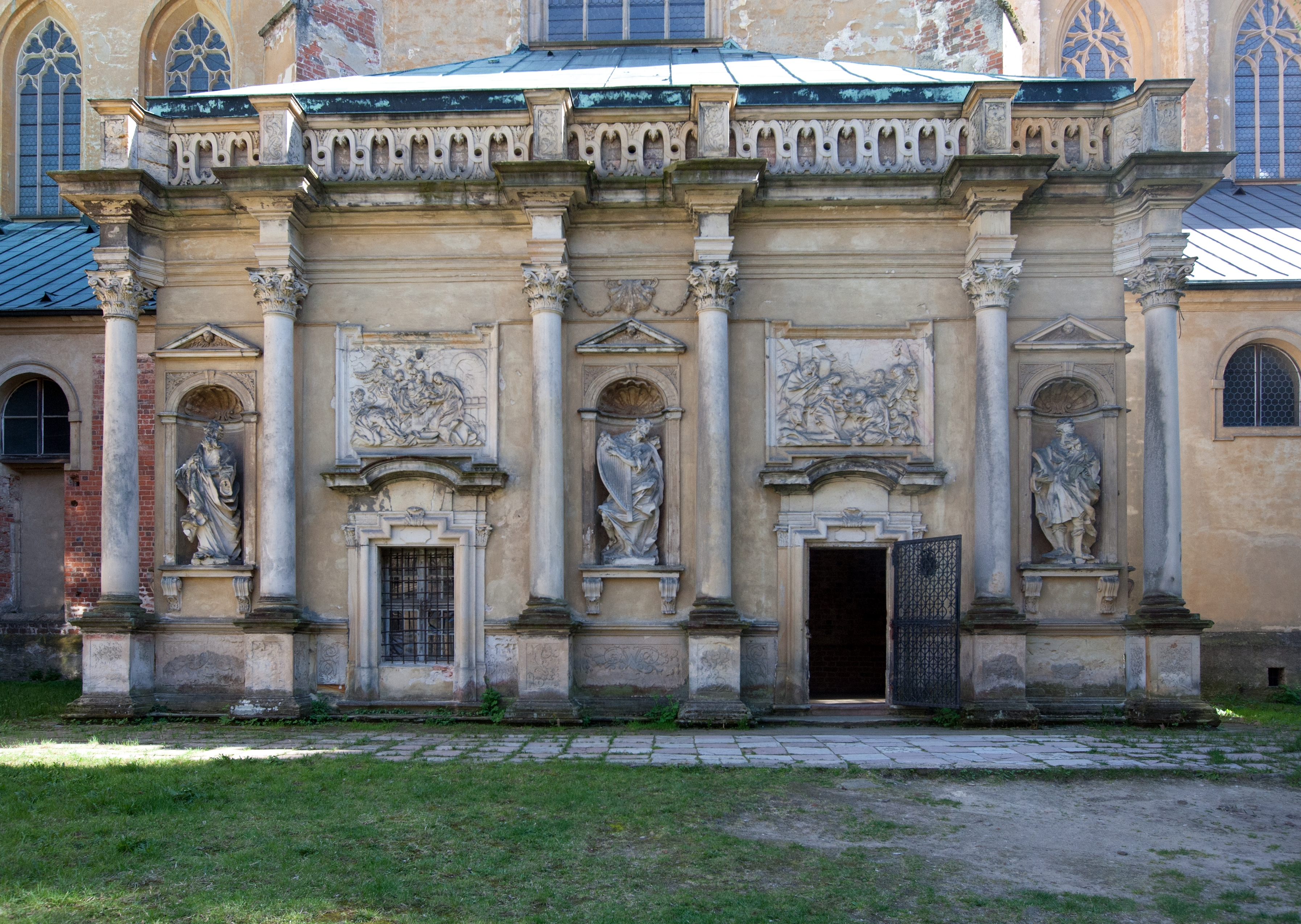

Die Loretokapelle wurde im ehemaligen Zisterzienserkloster Leubus gebaut. Das Kloster befindet sich in Schlesien und wurde im Jahre 1175 von Boleslaus dem Langen gegründet.
Die Kapelle wurde, wie zahlreiche derartige Kapellen vor allem in Böhmen und in Schlesien, im Kontext gegenreformatorischer Bestrebungen errichtet. Der Bau dieser Kapellen, die sich schnell zu populären Wallfahrtskirchen entwickelten, wurde im Zuge eines umfassenden Rekatholisierungsprozesses besonders vom Jesuitenorden im Konsens mit der österreichischen Staatsmacht betrieben.

## Entstehung und Geschichte
Die Entstehungszeit der Loretokapelle in Leubus lässt sich nicht genau bestimmen. Es wird allgemein die Zeit um 1710 als Bauzeit angesetzt. Auch der Architekt ist unbekannt.
Man kann die Kapelle als einzige in Schlesien dem klassischen Typ zuordnen. Sie erinnert mit ihrer Fassadengliederung an die originale Loretokapelle (Santa Casa) in Loreto (Marken). Laut Literatur nahm die Leubuser Loretokapelle eine schon früher entstandene Kapelle in Prag als Vorbild, denn in vielen Ländern wurden Nachbildungen, die mehr oder weniger dem Original ähnelten, erbaut.
Im Laufe der Zeit erlitt die Kapelle zusammen mit dem gesamten Klosterkomplex große Schäden und Veränderungen. Ihr heutiger Zustand erinnert nicht direkt an den vorherigen. Die Kapelle steht leer ohne jegliche Ausstattung. Die Geschichte hinterließ an der Fassade deutliche Spuren. Es wurden, höchstwahrscheinlich bei dem Umbau in eine Sakristei, neue Fenster angeschafft und die ursprünglichen vergrößert. Eines von den zwei charakteristischen Eingangsportalen wurde in seinem unteren Bereich zugemauert und in ein Fenster umgebaut. Diese Umorganisierung der Lichtführung sollte es möglich machen, die Kapelle nach der Säkularisation 1810 nicht mehr als Marienhaus, sondern als Sakristei benutzen zu können.

## Architektur und Ausstattung
Die Fassade der Kapelle ist durch Säulen gegliedert, zwischen denen sich Nischen und Reliefs befinden. Sie besitzt wie das Original zwei Eingangsportale und ist mit einer Brüstung, die an die Balustrade in Loreto erinnert, bekrönt.
Äußerst interessant ist das Bildprogramm. Der Künstler wurde höchstwahrscheinlich von dem italienischen Vorbild inspiriert, das er aber wesentlich modifizierte. Er schuf damit seine eigene Szenerie. Die Kapelle präsentiert vier Reliefs, die aus dem Marienleben erzählen. Der Zyklus beginnt an der Westseite mit der Verkündigung, es folgen die Geburt Jesu und die „Anbetung der Hirten“. Er wird beendet mit dem Tod Marias. Die Bilder zeigen einen klaren Stimmungswechsel von Freude bis zur Trauer. Der Zyklus enthält nur vier der neun Szenen, die in der originalen Loretokapelle dargestellt werden.
Die Anordnung der Skulpturen an der Leubuser Kapelle weicht ebenfalls von dem Vorbild der Fassade in Loreto ab. Sie treten nicht typologisch paarweise in Verbindung mit einem Propheten und einer Sibylle auf, sondern wurden einzeln in die Nischen eingesetzt. Auf Grund fehlender Attribute und eines nicht einzuordnenden und sich nirgendwo deutlich wiederholenden Stils sind ihre Provenienz und eine eindeutige Identifizierung nicht möglich. Man kann aber annehmen, dass sie höchstwahrscheinlich in Leubus entstanden sind und dass sie den König David, vier Propheten oder die vier Evangelisten darstellen.
Sowohl die Skulpturen als auch die Reliefszenen sind stilistisch einheitlich. Der Künstler stellte seine Skulpturen voluminös und mit schweren Gewändern dar, die er stark drapierte und mit scharfen, eckigen Kanten versah. Seine Werke stellen gute schlesische Plastik dar, in denen sich der Stil von Matthias Steinl spüren lässt.
Die Loretokapelle ist von außen sehr reich ausgestattet und verziert. Sie vermittelt dem Betrachter dank der frei vor die Fassade gestellten korinthischen Säulen einen monumentalen und dynamischen Eindruck. Viele Elemente, die sich auf der Fassade der Kapelle befinden, wurden entweder von der Westfassade oder von anderen Teilen des Klosters übernommen. Sie inspirierten den unbekannten Künstler und halfen ihm dabei, eine einzigartige Synthese der Kapelle mit dem restlichen Klosterkomplex zu erzeugen.

## Quelle
- Damian Piecha: Die Loretokapelle der Klosterkirche in Leubus. Kunsthistorische Analyse, Passau 2009, Magisterarbeit.